# Thirupuvanam
Thirupuvanam is een panchayatdorp in het district Thanjavur van de Indiase staat Tamil Nadu. 

## Demografie
Volgens de Indiase volkstelling van 2001 wonen er 14.139 mensen in Thirupuvanam, waarvan 50% mannelijk en 50% vrouwelijk is. De plaats heeft een alfabetiseringsgraad van 70%.